# Cotoneaster pojarkovae
Cotoneaster pojarkovae är en rosväxtart som beskrevs av Zakirov. Cotoneaster pojarkovae ingår i släktet oxbär, och familjen rosväxter. Inga underarter finns listade i Catalogue of Life.